# ويبو لكس
ويبو لكس (بالإنجليزية: WIPO Lex) هي قاعدة بيانات على الإنترنت للتشريعات الوطنية والمعاهدات الدولية في مجال الملكية الفكرية. تتولى المنظمة العالمية للملكية الفكرية صيانة قاعدة البيانات وتطويرها.
تحتوي قاعدة البيانات على التشريعات الوطنية للدول الأعضاء في المنظمة العالمية للملكية الفكرية ومنظمة التجارة العالمية والأمم المتحدة. في عام 2014، تضمنت قاعدة البيانات الإجراءات القانونية لـ196 دولة وتضمنت بشكل تراكمي 13 ألف قيد.
تغطي ويبو لكس أيضًا المعاهدات الدولية المتعلقة بالملكية الفكرية. وتشمل قاعدة البيانات على وجه الخصوص جميع المعاهدات التي تديرها المنظمة العالمية للملكية الفكرية.
تُستخدم قاعدة البيانات كمصدر للمعلومات القانونية والمرجعية في الجامعات والمكتبات في جميع أنحاء العالم.

## المجموعات
تتكون قاعدة بيانات ويبو لكس من ثلاث مجموعات: قوانين الملكية الفكرية، ومعاهدات الويبو وغيرها من المعاهدات المتعلقة بالملكية الفكرية، وأحكام الملكية الفكرية. تحتفظ ويبو لكس بمجموعات قانونية للملكية الفكرية تغطي حوالي 200 ولاية قضائية. ويتولى خبراء تنسيق قاعدة البيانات وتحديثها لتوفير معلومات محدثة حول تطور قوانين وسياسات الملكية الفكرية وتفسيراتها.
تحتوي مجموعة قوانين ويبو ليكس على صكوك قانونية بما في ذلك الدساتير وقوانين الملكية الفكرية الرئيسية واللوائح والقوانين المتعلقة بالملكية الفكرية والأدبيات القانونية المتعلقة بالملكية الفكرية. يغطي المحتوى التشريعي 20 مجالًا موضوعيًا، بما في ذلك براءات الاختراع، وحقوق التأليف والنشر، والعلامات التجارية، ونماذج المنفعة، والتصاميم الصناعية، والمؤشرات الجغرافية، والمعارف التقليدية، حماية الأصناف النباتية، الأسرار التجارية، وغيرها.
تتكون مجموعة معاهدات الويبو ليكس من المعاهدات التي تديرها الويبو واللوائح والوثائق الإدارية ذات الصلة، فضلاً عن معاهدات الملكية الفكرية المتعددة الأطراف والإقليمية الأخرى.
أضيفت مجموعة أحكام ويبو لكس (معهد الويبو القضائي) عام 2020، وتتكون من آراء قضائية حول الملكية الفكرية الرائدة، مرتبة حسب القضاء والموضوع والجهة المصدرة ونوع الإجراء.
تدعم ويبو لقواعد البيانات الأخرى ذات العلاقة بالملكية الفكرية، بما في ذلك UPOV Lex، ومجموعات القوانين المتعلقة بالمعرفة التقليدية، والعلامات التجارية، والتصاميم الصناعية.

## الخصائص
تُنظَّم قاعدة بيانات ويبو ليكس حسب ملف العضو، ويمكن البحث فيها أيضًا حسب المجموعة والموضوع واستعلامات النصوص الحرة. وتوفر صفحات ببليوغرافية فردية لكل مُدخل في القاعدة.
بالنسبة لمجموعة القوانين، يعرض المدخل الببليوغرافي معلومات مثل تواريخ الأنواع (الاعتماد والنفاذ، إلخ)، ونوع النص، والموضوعات، والعلاقات بين التشريعات. في بعض الحالات، تُقدم الملاحظات القانونية المنشورة في المدخلات الببليوغرافية معلومات إضافية. تشمل الميزات الأخرى إصدارات بلغات إضافية، وروابط للتشريعات والمعاهدات ذات الصلة، وسجلات مؤرشفة للقانون أو اللائحة المعنية. في كثير من الحالات، تُحفظ الوثائق الفردية في إشارات مرجعية لمساعدة المستخدمين على تحديد الأحكام ذات الصلة في النص التشريعي.
يُقدّم المدخل الببليوغرافي في مجموعة المعاهدات معلومات عن المؤسسة/الجهة المُضيفة، والأطراف المتعاقدة/الموقعة، وموضوعات المعاهدة، والنسخ اللغوية المتاحة. في بعض الحالات، يُوفّر حقل الملاحظات الببليوغرافية معلومات إضافية، مثل تحديد أحكام الملكية الفكرية ذات الصلة في النص.

## الشراكة
أقام فريق ويبو لكس شراكات مع المؤسسات الأكاديمية التالية:
- جامعة رينمين (الصين)؛
- جامعة شرق الصين للعلوم السياسية والقانون؛
- الجامعة العبرية في القدس (إسرائيل)؛
- جامعة ميجي (اليابان)؛
- أكاديمية الدولة الروسية للملكية الفكرية؛
- الأكاديمية الروسية للتجارة الأجنبية؛
- معهد القانون التجاري الدولي التابع لجامعة فريبورغ (سويسرا)؛
- جامعة فاندربيلت (الولايات المتحدة).

## وصلات خارجية
- الموقع الرسمي
 (بالعربية)